# Світова фінансово-економічна криза
В цій статті йдеться про економічні проблеми за межами фінансових ринків. Про послідовність подій на фінансових ринках з початку липня 2007, що свідчили про послаблення світової економіки, дивіться статтю Фінансова криза 2007-2008. Про подробиці падіння фондових ринків та порятунку банків дивіться статтю Глобальна фінансова криза 2008 року.
Світова фінансово-економічна криза (також знана як Велика Рецесія) — падіння ринкової економіки, яке почалося у грудні 2007 року і досягло піку у вересні 2008 року. Початковим етапом кризи, який проявився через кризу ліквідності, можна назвати 7 серпня 2007 року, коли BNP Paribas, посилаючись на повну відсутність ліквідності, зупиняє вивід коштів з трьох гедж-фондів. Бульбашка нерухомості США луснула. Падіння досягло піку у 2008 році, і було зумовлене занадто великою кількістю цінних паперів на ринку нерухомості. Падіння поширилось на всю світову економіку.
Глобальна рецесія зачепила всю світову економіку.
Про виникнення глобальної економічної кризи в 2008 році свідчило падіння показників ряду економічних індикаторів по всьому світу. Зокрема, про виникнення кризи свідчили високі ціни на нафту, що викликали як підвищення цін на харчові продукти (через залежність виробництва харчових продуктів від цін на паливо-мастильні матеріали, та використання продуктів рослинництва, етанолу та біодизеля для виготовлення альтернативного палива) та глобальну інфляцію; іпотечна криза в США що призвела до банкрутства великих інвестиційних та комерційних банків з гарною репутацією в різних країнах світу; поширення безробіття; та ймовірність глобальної рецесії.